# Kyiv Metro
Kyiv Metro (ukrainsk: Київський метрополітен eller Київське метро, russisk: Киевский метрополитен, Киевское метро) er en undergrundsbane, der er grundpillen i Kyivs offentlige transport. Den var den første undergrundsbane i Ukraine og den tredje, der blev bygget i Sovjetunionen (efter Moskvas metro og Sankt Petersborg Metro). Banen transporterer dagligt 1,38 millioner passagerer, hvilket svarer til 42.5% af Kyivs offentlige transport. I 2011 oversteg det totale antal kørsler 504 millioner. Banen indeholder den dybeste station i verden, Arsenalna ved 102,5 meter.

## Linjer og stationer
| #      | Navn                               | Åbnet              | Stationer          | Længde             |
| ------ | ---------------------------------- | ------------------ | ------------------ | ------------------ |
| 1      | Sviatoshynsko-Brovarska-linjen     | 1960               | 18                 | 22,8               |
| 2      | Kurenivsko-Chervonoarmiyska-linjen | 1976               | 16                 | 18,48              |
| 3      | Syretsko-Pecherska-linjen          | 1989               | 16                 | 23,9               |
| 4      | Podilsko-Voskresenska-linjen       | Under konstruktion | Under konstruktion | Under konstruktion |
| Total: | Total:                             | Total:             | 50                 | 65,18              |